# Celia Castro

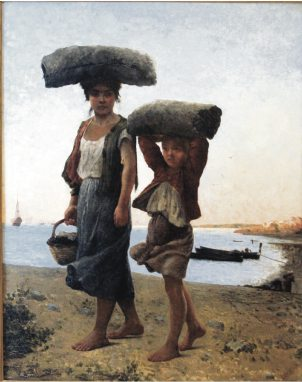
Bức Las Playeras

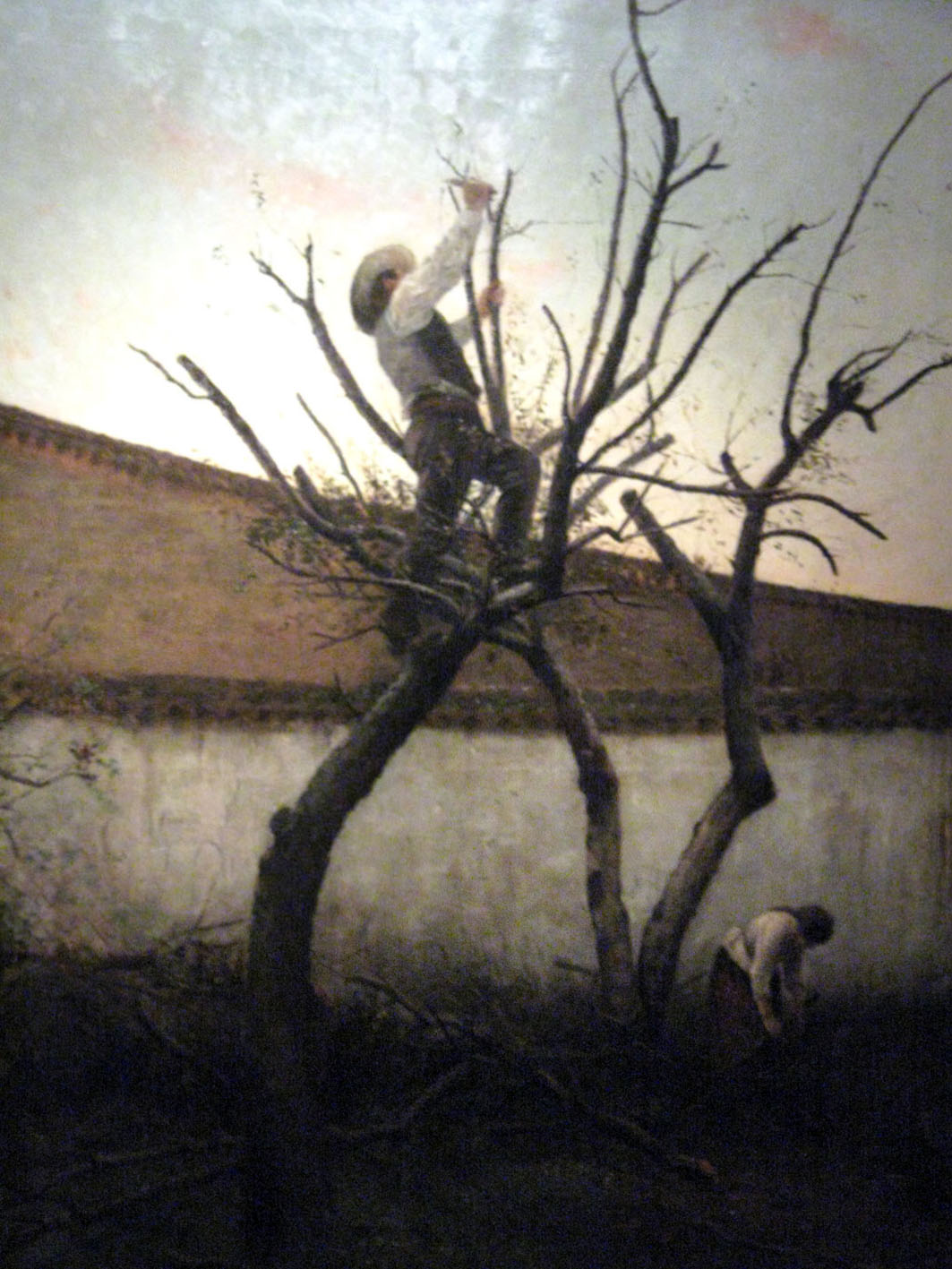
Bức La Poda

Celia Castro (1860, Valparaíso - 19 tháng 6 năm 1930, Valparaíso) là nữ nghệ sĩ chuyên nghiệp đầu tiên tại Chile. Về phong cách, bà thường được liên tưởng tới chủ nghĩa hiện thực.

## Tiểu sử
Sự nghiệp nghệ thuật của bà bắt đầu từ một cuộc gặp với họa sĩ Manuel Antonio Caro, người sau khi nhìn thấy tác phẩm của bà đã khuyên bà nên đến Santiago để học tại "Academia de Pintura". Bà theo lời khuyên của ông và trở thành một học viên của Pedro Lira. Cuộc triển lãm đầu tiên của bà là vào năm 1884, nơi bà trình bày một trong những tác phẩm nổi tiếng nhất của mình là "Las Playeras" (Phụ nữ trên Bãi biển). Năm 1889, nó đã giành được một giải thưởng và được mua lại bởi Bảo tàng Mỹ thuật Quốc gia Chile.
Nhờ sự công nhận này, bà đã có thể đến Paris và trau chuốt kỹ thuật của mình. Bà đặc biệt thích vẽ các đường phố và góc của thành phố. Khi bà quay trở về, những tác phẩm mới này đã thúc đẩy chính phủ cấp cho bà một khoản trợ cấp học tập và bà trở lại châu Âu vào năm 1904. bà là người phụ nữ đầu tiên nhận được một khoản trợ cấp như vậy. Trong chuyến ghé thăm này, phong cách vẽ riêng của bà trở nên chính xác hơn. Sau đó, bà đã tạo ra tác phẩm nổi tiếng thứ hai của mình, "La Poda".